# Iznájar
Iznájar ist eine südspanische Kleinstadt und eine Gemeinde (municipio) mit insgesamt 3.739 Einwohnern (Stand: 2024) im Südosten der Provinz Córdoba in der Autonomen Region Andalusien. Der Ortsname leitet sich her vom arabischen Hisn-Ashar (حصن عشر = „heitere Burg“).

## Lage und Klima
Der ca. 540 m hoch gelegene Ort Iznájar liegt auf einer Halbinsel am vom Río Genil gespeisten Stausee Embalse de Iznájar ca. 110 km südöstlich der Provinzhauptstadt Córdoba; bis zur Mittelmeerküste bei Málaga sind es ca. 80 km in südlicher Richtung. Das Klima ist mild bis warm; Regen (ca. 550 mm/Jahr) fällt überwiegend im Winterhalbjahr.

## Bevölkerungsentwicklung
| Jahr      | 1857  | 1900  | 1950   | 2000  | 2020  |
| Einwohner | 6.011 | 7.930 | 12.471 | 5.077 | 4.134 |

Der deutliche Bevölkerungsrückgang in der zweiten Hälfte des 20. Jahrhunderts ist im Wesentlichen auf die Mechanisierung, die Aufgabe bäuerlicher Kleinbetriebe („Höfesterben“) und den daraus resultierenden  Verlust von Arbeitsplätzen zurückzuführen. Neben dem Hauptort befinden sich auf dem Gemeindegebiet die Weiler (pedanías) Ventorros de Balerma, Las Chozas, La Fuente del Conde, El Adelantado, La Cruz de la Algaida, La Celada, Los Juncares, El Higueral, Arroyo Priego, Los Pechos, Jaramillo, Lorite, Arroyo Cerezo, Arroyo Solerche, Cierzos y Cabreras, Los Concejos, La Hoz, Alarconas y Antorchas sowie Montes Claros und Valenzuela y Llanadas.

## Wirtschaft
Die Bewohner früherer Zeiten lebten als Selbstversorger von der Erträgen ihrer Felder und Hausgärten. Außerdem betrieben sie in geringem Umfang auch Viehzucht (v. a. Schafe, Ziegen und Schweine); Esel wurden als Tragtiere gehalten. Dieser Zustand änderte sich erst mit dem Ausbau der Infrastruktur im 20. Jahrhundert. Heute dominieren schier endlose Olivenbaumplantagen. Im Ort selbst haben sich Kleinhändler, Handwerker und Dienstleistungsbetriebe aller Art angesiedelt. Seit den 1960er Jahren hat der Ort wegen seines angenehmen sommerlichen Klimas einen kleinen touristischen Aufschwung erlebt.

## Geschichte
Zwischen den Ortschaften Fuente del Conde und Los Pechos sind Überreste iberischer und römischer Siedlungen nachgewiesen. Die bedeutende römische Siedlung Cerro de la Pia blieb lange unbekannt, obwohl sie nahe am Ort bei dem Weiler Cierzos y Cabreras liegt und eine Ausdehnung von rund 2 km² hat. Die erste urkundliche Erwähnung von Iznájar geht auf die zweite Hälfte des 9. Jahrhunderts zurück, als der Ort sich einer Rebellion unter Umar ibn Hafsun anschloss. 
Von den Kämpfen während der Reconquista unter Ferdinand III. († 1252) blieb der Ort verschont. Bis in die zweite Hälfte des 15. Jahrhunderts blieb er unter der Herrschaft des Nasridenreichs von Granada und wurde erst unter Johann II. († 1454) für die Christen erobert. Im Jahr 1468 erhielt Diego Fernández de Córdoba, 1. Graf von Cabra, für seine Dienste von König Heinrich IV. die Gerichtsbarkeit und die Herrschaft über den Ort Stadt mit dem Titel Visconte de Iznájar. Dieser Adelstitel blieb bis in die heutige Zeit erhalten.

## Sehenswürdigkeiten

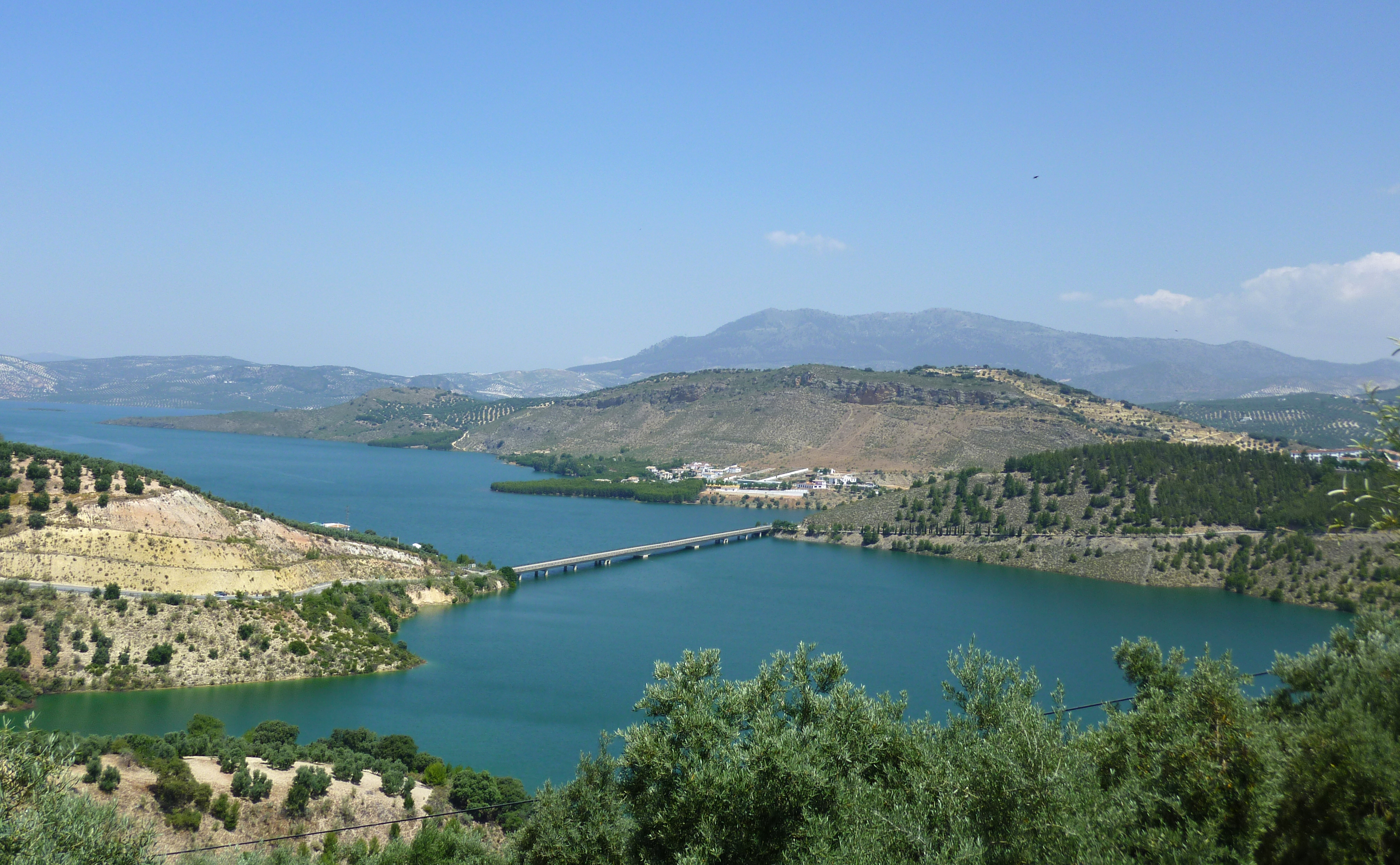
Stausee von Iznájar

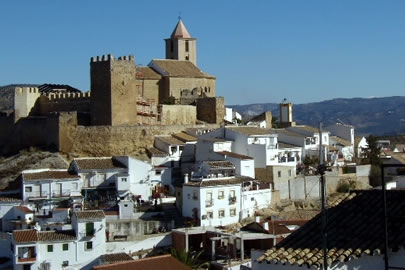
Burg Hisn-Ashar

- Der Ort liegt malerisch auf einem Hügel. Sowohl vom Ort aus als auch in der Umgebung bieten sich mannigfaltige Ausblicke auf den Stausee und auf die umgebende raue Gebirgslandschaft.
- Die Burg Hisn Ashar geht auf das 8. Jahrhundert zurück und ist hispano-gotischen Ursprungs. Im 9. Jahrhundert entstand sie unter den damaligen maurischen Landesherren in der heutigen Gestalt. Im 11. Jahrhundert entstanden die Mauern, die den Waffenhof umgeben, und eine Außenmauer, die in der nasridischen Zeit verstärkt wurde. Eine zweite, ebenfalls nasridische Mauer wurde später zurückgebaut, um das Gelände zu nutzen. Von ihr sind nur Pforten und einige Abschnitte auf exponierten Felsen erhalten. Im 18. Jahrhundert wurde die Burg als Sitz des Verwalters des Herzogs von Sesa genutzt. Diese Funktion behielt sie, bis sie im 20. Jahrhundert an den Conde de la Revilla verkauft wurde. 1991 erwarb sie die Gemeinde; seitdem ist sie Teil des nationalen Kulturerbes.
- Die Renaissance-Kirche Santiago Apóstol wurde in den Jahren von 1547 bis 1638 nach Plänen von Hernán Ruiz d. J. erbaut und blieb unvollendet. In den Jahren 2005 bis 2008 wurde sie umfassend restauriert.
- Die Ermita de La Antigua, ein Bau aus dem 17. Jahrhundert, ist eine große Kapelle mit neun Jochen und einer zentralen Kuppel. In der Mitte befindet sich eine polychrome Skulptur der Virgen de la Piedad („Jungfrau der Barmherzigkeit“), der Schutzpatronin des Ortes. Die Statue in burgundisch-flämischem Stil stammt vermutlich aus dem 15. Jahrhundert.
- Stadttürme Torre del Reloj und Torre de San Rafael.

## Persönlichkeiten
- Julio Burell y Cuellar (1859–1919), Journalist und Minister
- Cristóbal de Castro (1874–1953), Schriftsteller und Journalist
- José Montilla (* 1955), Politiker
- Antonio Quintana († 1943), Maler und Dichter